# Kurčatov (Kurská oblast)
Kurčatov (rusky Курчатов) je město ve středním Rusku. Leží přibližně uprostřed Kurské oblasti na břehu řeky Sejm, na trati spojující Voroněž a Kursk s Kyjevem. Město s něco přes 40 tisíci obyvateli je centrem Kurčatovského rajónu. Město bylo založeno roku 1968 současně se započetím výstavby Kurské jaderné elektrárny a pojmenováno po fyzikovi Igoru Kurčatovovi, „otci ruské atomové bomby“.
Kurčatov je třetí největší město Kurské oblasti. Jeho území je rozděleno na obytnou a průmyslovou zónu. Vzhledem k tomu, že původní účel města byl poskytnout ubytování budovatelům a později zaměstnancům Kurské jaderné elektrárny, neexistuje ve městě mnoho významných průmyslových odvětví. V zemích bývalého Sovětského svazu se jednoúčelová města označují „monogorod“.
Charakteristickým rysem města je jezero Kurčatov, které slouží k ochlazování jaderné elektrárny a z části také k rekreačním účelům.

## Historie
Dne 29. září 1966 byl vydán výnos Rady ministrů SSSR o zahájení výstavby jaderné elektrárny Kursk. Již na jaře 1968 dorazil na místo první oddíl stavebních dělníků. Až do roku 1968 v této oblasti nebylo téměř nic, pouze pár malých vesnic, Gluškovo, Starodubcevo, Pychtino, Tarasovo a několik dalších. Ty musely městu ustoupit.
Zpočátku bylo město navrženo pro zhruba 18 tisíc obyvatel. U vjezdu do města, kde začínaly jeho první ulice, Molodežnaja a Leningradskaja, byla vztyčena pamětní stéla na počest komsomolských stavitelů města a elektrárny. Ulice Leningradskaja získala svůj název po městu Leningrad (dnešní Sankt Petersburg), kde sídlí podnik Teploenergoprojekt, který elektrárnu navrhl.
Dne 22. prosince 1971 výnosem Nejvyššího sovětu dostala, tehdy stále oficiálně osada, svůj novodobý název Kurčatov. Dne 25. dubna 1983, výnosem Nejvyššího sovětu, byla osada přeměněna na město reginální podřízenosti.
V roce 1998 bylo v Kurčatově otevřeno Městské vlastivědné muzeum Kurčatov.

### Ruská invaze na Ukrajinu
V říjnu 2024 během ruské invaze na Ukrajinu vypukl požár v Kurčatově u parku Teplyj Bereg.